# Kloster Loosduinen
Das Kloster Loosduinen war ein Zisterzienserinnenkloster in Den Haag-Loosduinen in der heutigen niederländischen Provinz Südholland. Die frühere Klosterkirche und heutige evangelische Abdijkerk (Abteikirche) stellt das älteste erhaltene Bauwerk Den Haags dar und ist vor dem Rittersaal entstanden, der große bauliche Ähnlichkeiten aufweist. Das Kirchengebäude ist als Rijksmonument eingestuft.

## Geschichte
Das Nonnenkloster wurde um 1230 durch Mathilde von Brabant, die Ehefrau Florens’ IV., gestiftet. 1233 wurde das Kloster in den Zisterzienserorden aufgenommen. Die Aufsicht über den Konvent hatte der Abt der Zisterzienserabtei Ter Doest. Mit dem Bau der Klosterkirche im Übergangsstil von der Romanik zur Gotik wurde 1238 begonnen. Die Fertigstellung erfolgte 1250. Um 1300 wurden dem Langhaus der Kirche im Westen zwei Joche sowie der reichverzierte Turm hinzugefügt.
1574 ging das Kloster im Zuge der Reformation unter. Die Klosterkirche wurde 1580 reformierte Pfarrkirche. 1791 wurde vermutlich der Chor niedergelegt, der im reformierten Gottesdienst keine Funktion mehr hatte. 1908 wurde der Kirche östlich ein neogotisches Querhaus angefügt. Dieses wurde bei einer tiefgreifenden Restaurierung der Kirche zwischen 1970 und 1975 wieder niedergelegt. In dieser Zeit erhielt das Langhaus der Kirche eine rekonstruierte gotische Erscheinung.
Die Kirchengemeinde gehört zur 2004 geschaffenen unierten Protestantischen Kirche in den Niederlanden.